# لويس باركر (رسام)
لويس باركر هو رسام كندي، ولد في 16 يناير 1926 في تورونتو في كندا، وتوفي بنفس المكان في 27 مارس 2011.